# 2219 Mannucci
2219 Mannucci è un asteroide della fascia principale del diametro medio di circa 39,49 km. Scoperto nel 1975, presenta un'orbita caratterizzata da un semiasse maggiore pari a 3,1522326 au e da un'eccentricità di 0,1139761, inclinata di 7,56820° rispetto all'eclittica.
L'asteroide è dedicato all'ingegnere argentino Edgardo Mannucci.